# Campionati del mondo di ciclismo su strada 2012 - Cronometro maschile Junior
La cronometro maschile Junior dei Campionati del mondo di ciclismo su strada 2012 fu corsa il 17 settembre 2012 nei Paesi Bassi, tra Landgraaf e Valkenburg, su un percorso totale di 26,6 km. Il norvegese Oskar Svendsen vinse la gara con il tempo di 35'34".

## Classifica (Top 10)
| Pos. | Corridore             | Squadra     | Tempo  |
| ---- | --------------------- | ----------- | ------ |
| 1    | Oskar Svendsen        | Norvegia    | 35'34" |
| 2    | Matej Mohorič         | Slovenia    | a 7"   |
| 3    | Maximilian Schachmann | Germania    | a 11"  |
| 4    | Alexander Morgan      | Australia   | a 12"  |
| 5    | Mathias Krigbaum      | Danimarca   | a 13"  |
| 6    | Nathan Van Hooydonck  | Belgio      | a 19"  |
| 7    | Brent Luyckx          | Belgio      | a 20"  |
| 8    | Mads Würtz Schmidt    | Danimarca   | a 21"  |
| 9    | Ryan Mullen           | Irlanda     | a 26"  |
| 10   | Taylor Eisenhart      | Stati Uniti | s.t.   |